# Kitaibaraki
Kitaibaraki (Japans: 北茨城市, Kitaibaraki-shi) is een stad aan de Grote Oceaan in het noorden van de prefectuur Ibaraki op het eiland Honshu in Japan. De stad heeft een oppervlakte van 186,49 km² en medio 2008 bijna 48.000 inwoners.

## Geschiedenis
Op 31 maart 1956 werd Kitaibaraki een stad (shi) na samenvoeging van de gemeente Otsu en de dorpen Isohara, Sekinan, Sekimoto, Hiragata en Minami-Nakazato.
Aanvankelijk wilde men de stad Ibaraki-shi noemen, maar er bestond al een Ibaraki-shi in de prefectuur Osaka. Daarom heeft de stad het voorvoegsel Kita (lett. "Noord") gekregen.

## Verkeer
Kitaibaraki ligt aan de Jōban-lijn van de East Japan Railway Company.
Kitaibaraki ligt aan de Jōban-autosnelweg en aan autoweg 6 .

## Geboren in Kitaibaraki
- Ujo Noguchi (野口雨情, Noguchi Ujō), dichter en schrijver van liedteksten
- Atsuko Kurusu (来栖 あつこ, Kurusu Atsuko), actrice

## Aangrenzende steden
- Iwaki
- Takahagi